# Muhammad Al-Munajjid
 (février 2017).
Mohammed Saalih Al-Munajjid (en arabe : محمد صالح المنجد), né le 14 juin 1961, est un alim principalement connu pour avoir fondé le site web IslamQA.info. Il est accusé d'entretenir des liens avec les Frères musulmans.

## Jeunesse et éducation
Al-Munajjid est né en 1961 à Alep, en Syrie. Il a grandi en Arabie saoudite. Il possède un baccalauréat en gestion industrielle de l'université du pétrole et des minéraux du roi Fahd (KFUPM) à Dhahran, en Arabie saoudite. Al-Munajjid a étudié la loi islamique auprès des clercs 'Abd al-'Aziz ibn Baz, Mohammed Saleh al-Uthaymin, Abdullah Ibn Jibreen, Saleh Al-Fawzan, et Abdul-Rahman al-Barrak. Il est l'imam de la mosquée Umar ibn Abd al-'Aziz dans la ville de Al-Khobar, en Arabie saoudite.

## Activités
En 1996, Al-Munajjid lance un site web sous la forme de « questions et réponses » islamiques, IslamQA.info. Le site web indique que « toutes les questions et réponses sur le site ont été préparées, approuvées, révisées, modifiées, ou annotées par Cheikh Muhammad Saalih al-Munajjid, le superviseur du site. » IslamQA.info a été interdit en Arabie saoudite, car il émettait des fatwas sans accord gouvernemental. En Arabie saoudite, seul le Conseil des oulémas a l'entière responsabilité des fatwas et l'autorité de délivrer ces dernières,. Le Conseil exerce ce pouvoir par un édit royal, publié en août 2010 (des restrictions rarement appliquées existaient depuis 2005). Ce mouvement a été décrit par Christopher Boucek comme « le dernier exemple de la façon dont l'État travaille à affirmer sa suprématie sur l'établissement religieux du pays. »,
En mai 2015, Al-Munajjid avait 820 000 abonnés sur Twitter.

## Opinions

### Les Juifs
Al-Munajjid parle négativement des juifs, et a une opinion très défavorable sur la question du sionisme. Dans une interview diffusée sur le canal TV saoudien Al-Majd le 15 mai 2016, Al-Munajjid dit (traduit par MEMRI) : 

« Les Juifs sont parmi les ennemis (de l'Islam). En réalité, ils sont en haut de la liste. Les Juifs d'aujourd'hui sont les Juifs du passé. Ceci ne nécessite aucune preuve. Allah a rendu leurs traits limpides pour nous, et le Prophète Mohammed a clarifié que notre guerre contre eux continuera jusqu'à la fin des temps, quand ils seront dirigés par l'antéchrist. Allah a dit que « les Juifs s’efforcent de propager la corruption sur terre ». Il a dit « ils se hâtent dans le péché et l'agression ». Il a dit « Ils ne se défendirent pas non plus contre les iniquités qu'ils commirent... ». Ces gens croient que quiconque n'adhère pas à leur religion est un sale porc. Ceci est écrit dans leur Torah déformée. Les Juifs ont le droit de violer des femmes non juives. Ceci est également écrit dans leur livre. »

Dans la même interview, Al-Munajjid cite le juriste hanbalite Ibn Qayyim al-Jawziyya : « Les Juifs sont la nation qui a encouru la colère d'Allah. Ils sont un peuple de mensonges, d'affabulations, de trahisons, et de complots. Ils sont les tueurs de prophètes, les profiteurs de ce qui est interdit. Ils sont la plus sale des nations avec le plus bas des caractères »[réf. nécessaire].
Selon lui, il ne déteste pas les Juifs pour des raisons religieuses, mais plutôt pour des raisons personnelles, affirmant que les Juifs pensent que Dieu est sous le contrôle des rabbins. Al-Munajjid a également appelé les musulmans à demander la Jizya aux Juifs et à leur appliquer le statut de dhimmi.

### L'homosexualité
Al-Munajjid, estime que « Le crime de l'homosexualité est l'un des plus grands crimes, le pire des péchés et la plus odieuse des actions, et Allah a puni ceux qui firent de la sorte de façon qu'il n'a pas puni d'autres nations »,. Il continue ensuite : "Seulement les homosexuels hommes (gays) devraient être exécutés car le prophète, dans un hadîth (parole du prophète) présenté comme authentique, parle du peuple de « Loth » qui sont des gays, les femmes sont elles aussi punies mais ne sont pas exécutées, la punition se fait par le chef de l'État ou par ceux choisis par ce dernier, s'ils sont surpris en train d'avoir un rapport sexuel, non pas par leur envie pervertie, car il y a des musulmans qui étaient attirés par le même sexe mais qui ne pratiquent pas cette perversion et qui se marient avec des femmes après avoir appris à se contrôler et être surs qu'ils vont pouvoir assouvir le besoin sexuel de leurs femmes. Beaucoup d'entre eux ne ressentent plus l’attirance pour le même sexe car ils assouvissent leurs besoins sexuels « de la bonne manière » et car ils sortent de leurs esprits l'idée qu'ils ne peuvent pas changer. Ceux qui ont été forcés de commettre ces actes sont exemptés de la peine".

### Les crimes d'honneur
Al-Munajjid affirme que les crimes d'honneur sont une "transgression et des actes répréhensibles car c'est tuer celui qui ne mérite pas d'être tué, à savoir la vierge si elle s'engage dans la fornication, mais la punition de la charia, dans son cas, est la flagellation et le bannissement pour un an et non l'exécution. Toutefois, si un homme musulman soupçonne certains membres de sa famille de commettre un acte immoral, il est permis de les attacher ou sinon les retenir afin de prévenir l'action".

### Les femmes
Al-Munajjid affirme qu'il y a absence de consensus entre les savants sur le fait de couvrir le visage mais adopte personnellement le voilement total de la femme (y compris le visage, sauf les yeux). Cette règle serait ainsi obligatoire et ne varierait pas selon l'endroit. Celui-ci affirme qu'il est préférable aux femmes de rester dans leurs maisons sauf s'il y a un besoin de sortir en respectant les règles islamiques qui visent à les protéger. Les femmes ne seraient pas aptes non plus aux postes de juges, car elles gèreraient mal leurs émotions. Toutefois, elles peuvent servir dans des postes administratifs, dans les écoles, dans la médecine, tout en veillant à l'absence de mixité sauf si elles y sont contraintes.

### Les statues et les images
Al-Munajjid affirme qu'il est obligatoire de détruire les statues et les idoles qui peuvent tenter les gens ou les pousser à la confusion, qu'il s'agisse de personnes, d'animaux sauf s'ils sont coupés,. Les images d'êtres animés sont également interdites sauf si le dessin est incomplet, ne possédant pas d'yeux par exemple, ou la moitié inférieure ou supérieure du corps est absente, même s'il n’y a pas de consensus entre les savants, la photographie est pour certains interdite, sauf si nécessaire pour l'identification, l'éducation ou la poursuite des criminels.

### La théologie islamique
Al-Munajjid estime que les écoles de théologie mutazilite, asharite, et maturdite appliquent mal la science du Kalam dans le cadre de l'interprétation des versets du Coran. Ainsi, ces écoles contrediraient à la fois le Coran et la Sunna. Selon lui, les attributs que Dieu s'attribue à lui-même n'ont pas besoin d'explication ou d'interprétation et un musulman ne devrait ni refuser les attributs divins, ni assimiler Allah à sa création, mais accepter les déclarations d'Allah, dans le Coran, sans opposition car c'est pour son bien-être.

### La liberté de culte et les relations interreligieuses
Al-Munajjid déclare que l’Islam laisse aux juifs et aux chrétiens le droit de garder leurs religions et de pouvoir vivre en paix ensemble, conformément aux versets suivants : « Dieu ne vous défend pas d’être bienfaisants et équitables envers ceux qui ne vous ont pas combattu pour la religion et ne vous ont pas chassé de vos demeures, Dieu aime les équitables » (60 : 4) ; « Dieu vous défend seulement de prendre pour alliés ceux qui vous ont combattu pour la religion, chassé de vos demeures et ont aidé à votre expulsion. Et ceux qui les prennent pour alliés sont les injustes. » (60 : 9). Il s'oppose néanmoins à la construction d'églises dans les pays à majorité musulmane.
Al-Munajjid appelle à restreindre la liberté d'expression, à interdire la critique de la religion musulmane, et récuse l'idée de la « liberté de croyance » totale,.

### Coupe du monde de football
Le 1er juin 2006, sur la chaîne de télévision saoudienne "Al-Majd", Al-Munajjid critique de manière acerbe la Coupe du monde de football, en la résumant à "des femmes à moitié nues qui regardent un morceau de cuir gonflé voler entre trois poutres en bois".